# Hospodská historka
Hospodská historka (pl. "historyjka z gospody") – termin literaturoznawstwa czeskiego, odnoszący się do historyjek opowiadanych przez bohaterów prozy czeskiej (np. prozy Bohumila Hrabala, Jaroslava Haška).
Historyjki te, opowiadane w większym gronie, przywoływane były przez danego bohatera na zasadzie skojarzenia z omawianym tematem lub jako potwierdzenie wygłoszonej tezy i opowiadały o niezwykłym wydarzeniu. Lokalizacja takiej historii jest dokładnie określona, podobnie jak personalia jej bohatera, co ma podkreślać jej autentyczność. Dykteryjki te miały za zadanie zabawić odbiorcę oraz, dzięki niezwykłemu tematowi, podkreślić niezwykłość ludzkich losów, wymykających się racjonalnemu porządkowi rzeczy. Termin hospodská historka został wprowadzony do literaturoznawstwa przez Emanuela Frynta w odniesieniu do elementów twórczości Bohumila Hrabala, później został rozszerzony także na innych autorów.